# André Bessière (homme politique)
Pour les articles homonymes, voir André Bessière et Bessière.
André Bessière, né le 14 octobre 1916 à Cransac (Aveyron) et mort le 16 mars 1978 à Bondigoux (Haute-Garonne), est un homme politique français.

## Biographie
On sait assez peu de choses sur André Bessière si ce n'est son état civil.